# Onagrodes viridis
Onagrodes viridis är en fjärilsart som beskrevs av W. Warren 1907. Onagrodes viridis ingår i släktet Onagrodes och familjen mätare. Inga underarter finns listade i Catalogue of Life.